# Pablo Galdames
Pablo Manuel Galdames Díaz (Santiago del Cile, 26 giugno 1974) è un allenatore di calcio ed ex calciatore cileno, di ruolo centrocampista.

## Biografia
I figli Pablo, Thomas e Benjamín hanno seguito le orme paterne, divenendo anch'essi calciatori.

## Carriera

### Giocatore

#### Club
Ha giocato nella prima divisione cilena, in quella messicana, in quella argentina ed in quella colombiana.

#### Nazionale
Tra il 1995 ed il 2001 ha totalizzato complessivamente 22 presenze e 2 reti con la nazionale cilena, con la quale ha anche partecipato a due edizioni della Coppa America (nel 1995 e nel 2001).

### Allenatore
Ha allenato nelle serie minori cilene.

## Palmarès

### Giocatore

#### Club

##### Competizioni nazionali
- Campionato cileno: 2

Universidad de Chile: 1999, 2000
- Coppa del Cile: 2

Universidad de Chile: 1998, 2000